# Wzmacniacz przeciwprądowy
Wzmacniacz przeciwprądowy – mechanizm zagęszczania moczu w nerkach, w pętli nefronu, oparty na przeciwstawnym przepływie moczu przez kanaliki nerkowe tworzące pętlę nefronu.
Zagęszczanie moczu następuje w wyniku osmozy wody z ramienia zstępującego do przestrzeni okołokanalikowej. Woda nie może natomiast przejść do ramienia wstępującego, które jest dla niej nieprzepuszczalne. Komórki drugiego ramienia aktywnie transportują jony sodowe do przestrzeni okołokanalikowej, powoduje to zwiększenie osmozy wody z ramienia zstępującego.

Mechanizm powstawania moczu.

Przeczytaj ostrzeżenie dotyczące informacji medycznych i pokrewnych zamieszczonych w Wikipedii.